# Liutprand
Liutprand – król Longobardów w latach 712–744. Jest głównie pamiętany ze swej donacji Sutri w 728 oraz swych długich rządów, które doprowadziły do konfliktów, najczęściej wygranych, z większą częścią Włoch. Skorzystał z osłabienia Bizancjum, by rozszerzyć swe władztwo w rejonie Emilia-Romania.
Jego początki nie były zbyt udane: ojciec zesłany na wygnanie między Bawarów, starszy brat Sigipert oślepiony przez Ariperta II króla Longobardów, a matka i siostra okaleczone. Liutpranda oszczędzono tylko ze względu na młody wiek, który sprawiał, że wydawał się nieszkodliwy. Został zwolniony z aresztu i pozwolono mu połączyć się z ojcem.

## Rządy
Rządy Liutpranda, syna Anspranda, księcia Asti i krótko króla Longobardów, rozpoczęły się dzień przed śmiercią jego ojca, gdy możnowładcy wezwani do łoża śmierci Anspranda, wyrazili zgodę na uczynienie Litpranda współwładcą. Jego rządy przetrwały trzydzieści jeden lat i przyczyniły się do umocnienia katolicyzmu.

### Związki z Agilolfingami z Bawarii
Na początku panowania jego głównymi sojusznikami wśród sąsiadów byli Teodo I z rodu Agilolfingów, frankijskich książąt Bawarii, których interwencji na rzecz Anspranda zawdzięczał tron. Teodo przyjął go w czasie gdy on i jego ojciec zostali tymczasowo wypędzeni przez Ariperta II w 702 i ta gościnność została później scementowana przez zwyczajową wymianę kobiet: Liutprand wziął za żonę Guntrud z Agilolfingów. Podstawą polityki Teodo był opór wobec merowińskich majordomów i ich wdzieraniu się na północ od Alp, czyli sprawy, które zbytnio nie zajmowały Liutpranda, oraz rozwijanie strategicznej kontroli nad wschodnioalpejskimi przełęczami do południowego Tyrolu, co miało już dla niego znaczenie. Wiosną 712 syn Teodo Teodebert zaatakował razem z Ansprandem i Liutprandem longobardzkie twierdze i wraz z utonięciem ich uciekającego rywala – Ariperta, frakcja Anspranda wróciła ponownie do władzy w Pawii.
Teodo zmarł w 717 lub 718. Pod rządami jego następcy więzi między Longobardami a Agilolfingami osłabły. Dopóki w 726 polityka Bizancjum nie odwróciła jego uwagi, Liutprand głównie koncentrował siły na zdobywaniu bawarskich zamków nad rzeką Adige.

### Wojny z Bizancjum
W początkach swego panowania Liutprand nie atakował egzarchatu Rawenny ani papiestwa. Jednak w 726 cesarz Leon III wydał pierwszy z wielu edyktów zakazujących kultu obrazów lub ikon (zobacz ikonoklazm). Papież Grzegorz II nakazał ludowi by sprzeciwił się bizantyjskiemu księciu Neapolu Exhiliratusowi, który został zamordowany przez tłum, gdy próbował wprowadzić w życie cesarski rozkaz zniszczenia wszystkich ikon. Liutprand wybrał czas podziałów, by uderzyć na posiadłości Bizancjum w Emili. W 727 przeszedł Pad i zdobył Bolonię, Osimo, Rimini i Anconę razem z innymi miastami Emili i Pentapolis. Zdobył Classis, port morski Rawenny, lecz nie zdołał zająć samej Rawenny, rządzonej przez egzarchę Pawła. Paweł został jednak wkrótce zabity w czasie rozruchów. W końcu Rawenna skapitulowała przed Liutprandem po nieznacznej walce (737).
Pierwsze napady Maurów na Korsykę rozpoczęły się około 713–719 z Balearów od zachodu. Działając jako obrońca kościoła katolickiego i jego wiernych, Liutprand podporządkował wyspę władzy Longobardów (ok. 725), chociaż nominalnie była we władaniu Bizancjum. Korsyka pozostała w królestwie Longobardów nawet po podboju frankijskim. Do tego czasu lognobardzcy właściciele ziemscy i kościoły wyraźnie zaznaczyły swą obecność na wyspie.

### Donacja Sutri
Pokonawszy siły bizantyjskie, choć ostateczne usunięcie resztek egzarchatu Rawenny przypadło w udziale jego następcom, Liutprand posuwał się w kierunku Rzymu wzdłuż Via Cassia i w starożytnym mieście Sutri spotkał się z papieżem Grzegorzem II (728). Tam obaj osiągnęli porozumienie, na podstawie którego Sutri i pewne miasta na wzgórzach w Lacjum (zobacz Vetralla) zostały przekazane papiestwu „jako dar dla błogosławionych apostołów Piotra i Pawła” (zgodnie z Liber Pontificalis). Było to pierwsze rozszerzenie papieskiego terytorium poza księstwo Rzymu i początek Państwa Kościelnego.
W tym czasie Leon wysłał Eutychiusa jako egzarchę Rawenny, by przejął kontrolę we Włoszech. Gdy Eutychius przybył do Neapolu, to zawarł porozumienie, na mocy którego Liutprand zaatakuje papieża, jeśli Grecy pomogą mu w ujarzmieniu uparcie zbuntowanych i niezależnych południowych księstw longobardzkich, mianowicie księstwa Spoleto i księstwa Benewentu. Książęta Trazymund II i Godescalc poddali się – choć kontrola Pawii nad księstwami nie przetrwała zbyt długo – a egzarcha pomaszerował na Rzym. Pod Rzymem Liutprand rozłożył obóz na odległym brzegu Tybru na „Polu Nerona” i prowadził mediacje w sprawie zwrotu egzarchatowi spośród terenów bizantyjskich samej Rawenny i nakłonienia papieża do przywrócenia jego lojalności wobec cesarza (730).

### Związki z Frankami
Po śmierci Teodo, Liutprand odwrócił się od swych poprzednich sojuszników Agilolfingów, by związać się z Karolem Młotem, majordomem Franków, którego syna, Pepina Krótkiego, adoptował i przypasał mu broń w czasie jego wejścia w dorosłość. W latach 735–736 poważna choroba pobudziła Liutpranda do wyniesienia swego bratanka Hildepranda na współwładcę. W 736–737 Liutprand przekroczył z armią Alpy, by pomóc Karolowi wypędzić Maurów z Aix-en-Provence i Arles.
W 738 złamany został wieloletni pokój w wyniku buntu Trazymunda II longobardzkiego księcia Spoleto. Gdy bunt zdławiono i ustanowiono bratanków Liutpranda w Benewencie i Spoleto, poprzedni książęta uciekli do Rzymu po ochronę papieża Grzegorza III. Liutprand natychmiast rozpoczął podbój Ducatus Romanus, prowincji wokół Rzymu. Po zdobyciu Orte i Bomarzo, przybył pod Rzym i zaczął go oblegać. Papież wysłał posłów do Karola Młota z błaganiem o pomoc, obiecując łaskę na tym i przyszłym świecie. W wysłanym liście, który się zachował, Grzegorz nadawał mu tytuł patrycjusza. Antylongobardzka retoryka Grzegorza mogła dziwić współczesnych zważywszy na ortodoksyjność Liutpranda. Król Longobardów zamierzał – jak można sądzić – pochwycić swych zbuntowanych książąt. Karol odebrał żądania papieża zwrócone przeciwko jego niegdysiejszemu sojusznikowi i wysłał swych posłów w sprawie mediacji między skłóconymi stronami. Jednak zanim doszło do pertraktacji papież i władca Franków zmarli.

### Śmierć
Krótko po śmierci Grzegorza III (741) Zachariasz został wybrany na stolicę apostolską. Liutprand szczęśliwie podpisał dwudziestoletni pokój i zwrócił miasta księstwa Rzymu, które wcześniej zajął. Wkrótce potem jego rządy zakończyły się w pokoju. Spędziwszy więcej lat na tronie i będąc bliżej doprowadzenia całego półwyspu pod jedne rządy niż którykolwiek z jego poprzedników, ten król Longobardów zmarł w 744 i został pochowany w kościele San Pietro in Ciel d’Oro w Pawii.